# D-1 COFFEE
D-1 COFFEE（ディー・ワン・コーヒー）は、ダイドードリンコ株式会社からかつて発売されていた缶コーヒーの種類。

## 概説
2006年3月発売。ダイドードリンコが長年培ってきたコーヒー製造の技術、経験、こだわり、ノウハウを投入したまったく新しい缶コーヒーのブランドとして誕生した。全ラインアップの全てが無香料であり、コクとキレのあるシャープな味わいが特徴であった。しかし同社の定番ブランドであるダイドーブレンドのラインアップの充実に力を入れる理由のため、2011年度をもってブランド終了となった。
発売にあたり、CMキャラクターには新庄剛志（プロ野球・北海道日本ハムファイターズ外野手、当時）が起用された。だが発売して間もなく、新庄が公式戦のヒーローインタビューで、この年限りでユニフォームを脱ぐことを発表したため、その年の10月には新庄の勇姿と直筆サインが缶にプリントされた「SHINJO引退記念缶」を発売。同時に「D-1プレゼンツ SHINJO 引退記念キャンペーン!」を全国展開、新庄のサイン入りグッズのプレゼントが当たるキャンペーンなどを実施した。新庄は引退した翌2007年いっぱいまでCMキャラクターを務めた。新庄の降板後、2008年には当時日本ハムに在籍していたダルビッシュ有投手（現：サンディエゴ・パドレス）がCMに起用された。
ラインナップは後述する「D-1 COFFEE キリマンジャロ100% 樽」を除き、主に190ml缶で販売されていたが、BLACK（無糖、アイス）など一部スクリューキャップボトル缶で販売していたものもあった。

## ラインナップ
（2011年販売終了時点）
- D-1 COFFEE キリマンジャロ100% 樽（シリーズ唯一の250ml缶）
- D-1 COFFEE なめらかカフェオレ
- D-1 COFFEE BLACK アロマ ジュエル

2011年以前に販売されていたラインナップ
- D-1 COFFEE スーパーブレンド
- D-1 COFFEE ファインクリア〔微糖〕
- D-1 COFFEE エスプレッソラテ
- D-1 COFFEE〔BLACK〕
- D-1 COFFEE〔アイス〕
- D-1 COFFEE ホワイトカフェ〔無糖ミルク入り〕
- D-1 COFFEE ブラック 〔無糖〕
- D-1 COFFEE アイスコーヒー〔微糖〕（2008年度版）
- D-1 新豆2007 コロンビアスプレモ100% ※限定発売
- D-1 SHINJO引退記念缶 ※2006年10月～12月限定発売（スーパーブレンド、ファインクリア、エスプレッソラテのみ）
- D-1 COFFEE ダイナミック
- D-1 COFFEE 香りの微糖
- D-1 COFFEE アイスコーヒー〔微糖〕（2009年度版）
- D-1 COFFEE ファインアロマ〔微糖〕〈糖類40%減〉
- D-1 COFFEE ファインクリア〔微糖〕〈糖類50%減〉
- D-1 COFFEE 深煎り微糖〔トリプル焙煎〕〈糖類70%減〉
- D-1 COFFEE StageZero〔糖類0g〕
- D-1 COFFEE カフェラテ
- D-1 COFFEE エスプレッソ イレブン 〈糖類77%減〉
- D-1 COFFEE クリスタルライト 〈糖類0g〉
- D-1 COFFEE キリマンジャロ100% 樽（シリーズ唯一の250ml缶）
- D-1 COFFEE イタリアの濃い味
- D-1 COFFEE フランスの濃い味
- D-1 COFFEE BLACK熟味〔無糖〕
- D-1 COFFEE HOT BLACK SWEET AROMA〔無糖〕
- D-1 COFFEE BLACK クラシック コロンビア

## CM
- 新庄剛志（2006年3月〜2007年。2006年当時：北海道日本ハムファイターズ）
- ダルビッシュ有（2008年。当時：北海道日本ハムファイターズ、現：シカゴ・カブス）

### ナレーション
- テリー伊藤（演出家）- ※ダルビッシュ出演当時
- 小島奈津子（フリーアナウンサー、元フジテレビアナウンサー）- ※ダルビッシュ出演当時